# Cardiophorus abdominalis
Cardiophorus abdominalis is een keversoort uit de familie kniptorren (Elateridae). De wetenschappelijke naam van de soort is voor het eerst geldig gepubliceerd in 1850 door Aubé.